# Margareta (luna)
Margareta je edini Uranov progradni nepravilni satelit. 

## Odkritje in imenovanje
Luno Margareto sta odkrila Scott S. Sheppard in David C. Jewitt
29. avgusta 2003. 
Takrat je dobila začasno oznako  S/2003 U 3 

Uradno ime je  dobila po služabnici iz Shakespearjeve komedije Mnogo hrupa za nič . 
Luna je znana je tudi kot  Uran XXIII.

## Lastnosti
Luna Margareta je edina Uranova progradna nepravilna luna. Njen naklon tirnice je okoli 57°, kar je na meji stabilnosti. Ne poznamo lun z nakloni tirnic med 60° in 140°, ker je to področje Kozaijeve nestabilnosti . V tem področju naklonov tirnic so motnje Sonca v apoapsidni točki tako velike, da povzročajo velike izsrednosti, kar vodi do trkov z drugimi nebesnimi telesi ali izmet telesa v času nad 10 milijonov do milijarde let. Margaretino obdobje precesije je dolgo celo 1,6 milijona let. V letu 2008 je Margaretina izsrednost tirnice 0,7979 . Takšna izsrednost je največja v Sončevem sistemu, samo srednja izsrednost Neptunove lune Nereide je večja.

Na diagramu (levo) so prikazani nepravilni sateliti Urana. Na horizotalni osi je podana oddaljenost od Urana v Gm. Na vertikalni osi je podan naklon tirnice. Lune pod horizontalno osjo so retrogradne, nad njo pa progradne (samo Margareta). Izsrednost posameznih lun je prikazana kot horizontalna črta skozi luno. Črta prikazuje najmanjšo in največjo oddaljenost od Urana. Velikost kroga prikazuje relativno velikost lune.